# Tahtchine
Le tahtchine (en persan : ته‌چین / tah-čin) est un plat iranien à base de riz qui comprend yogourt, safran, œuf et filets de poulet. Il est également possible d'utiliser des légumes, du poisson ou de la viande[Laquelle ?] au lieu des filets de poulet.
Le tahtchine est présenté avec une croûte de riz dorée (tahdig) et souvent accompagné de pistaches et de zereshk (variété de baies).